# Антонов, Константин Владимирович
Константи́н Влади́мирович Анто́нов (15 [28] августа 1900, Бутка, Пермская губерния — 8 февраля 1940, Москва) — советский комсомольский деятель, журналист, юрист и дипломат, педагог, редактор. Расстрелян в 1940. Реабилитирован в 1956 году.

## Биография
Константин Антонов родился 15 (28) августа 1900 в семье помощника лесничего в селе Буткинском Буткинской волости Шадринского уезда Пермской губернии, ныне село Бутка входит в Талицкий городской округ Свердловской области.

### В Пензе и на Дальнем Востоке (1900—1923)

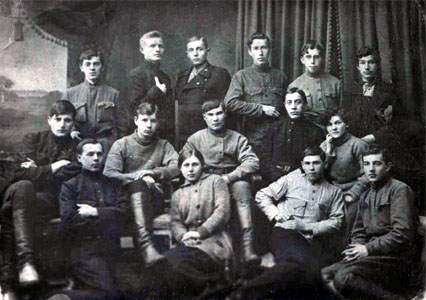
Исполком учащихся-коммунистов города Пензы. Константин Антонов — в центре

В 1910 году его семья переехала в город Пензу. В 1918 году окончил 2-ю Пензенскую гимназию, работал в губернской газете «Известия».
Член ВКП(б) с 1918 года.
В 1919 году стал первым председателем горкома РКСМ, первым редактором газеты «Творцы грядущего», а также делегатом первого Всероссийского съезда коммунистов-учащихся. В 1920 году работал секретарём Пензенского губкома РКСМ и был делегатом III съезда РКСМ. В 1921 году был делегатом I Всероссийской конференции и IV съезда РКСМ. На губернском съезде РКП(б) в единственном числе голосовал за платформу децистов.

С конца 1921 года работал в подполье в Дальневосточной республике. В 1922 году был избран Председателем бюро РКСМ Приморья на III съезде Приморского комсомола.

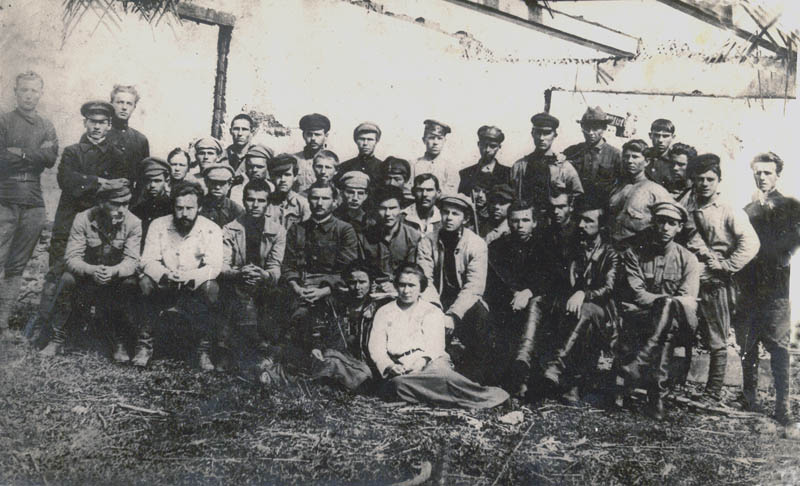
Съезд комсомола Приморья в 1922 году. Константин Антонов — в центре

### В Москве (1923—1932)
В 1923 отозван в Москву и до 1925 работал заведующим газетной частью ЦК РКСМ. В это время он голосовал за резолюцию троцкистов.
После окончания в 1926 году международного факультета МГУ он стал аспирантом в РАНИОНе, где и работал вплоть до 1930 года. В это время Антонов послужил прототипом Матвеева — одного из героев романа Виктора Кина «По ту сторону».
С 1930 года — заместитель заведующего Правовым отделом НКИД СССР и одновременно, до весны 1930 года, на кафедре международного права, которая из-за структурных преобразований тех лет являлась сначала кафедрой 1-го МГУ, потом — Московского правового института и, наконец, Московского юридического института им. П. И. Стучки. Тогда же — председатель кафедры Советского права в КУТВ.
Печатал статьи в журнале «Советское государство», публикует книгу, редактирует сборники документов.

### Работа во Франции и Бельгии (1933—1937)
В 1933 году  назначен Николаем Николаевичем Крестинским на должность 1-го секретаря полпредства СССР во Франции, где выполнял обязанности Генерального консула.
С 1935 работал советником полпредства СССР в Бельгии.

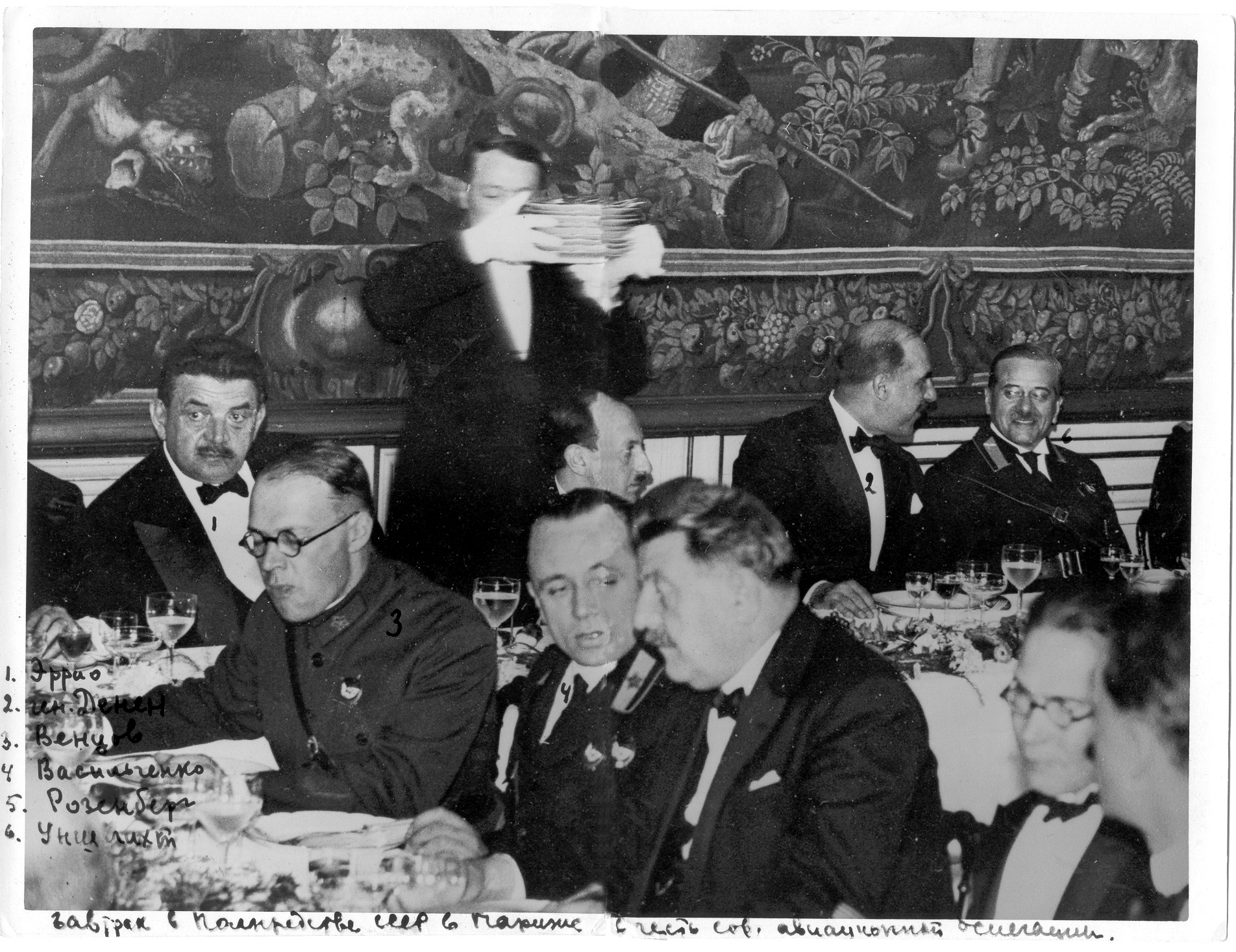
Завтрак в полпредстве СССР в Париже в честь советской авиационной делегации.
На переднем плане слева направо:
Эдуар Эррио,
министр авиации Франции генерал Виктор Денен,
Семён Иванович Венцов-Кранц,
Николай Николаевич Васильченко,
Лоран Эйнак,
Константин Владимирович Антонов
На заднем плане справа налево:
Иосиф Станиславович Уншлихт,
Марсель Израилевич Розенберг

### В годыБольшого террора(1937—1939)[23]
В апреле 1937 года указал в анкете факты 1921—1924 годов о своём голосовании за децистов и троцкистов, из-за чего был отозван в Москву, где партколлегия вынесла ему строгий выговор за сокрытие этих фактов. В мае сняли и арестовали Н.Н. Крестинского. На его место назнен Владимир Петрович Потёмкин, с которым Антонов работал в 1934 году во Франции. В.П. Потёмкин назначил Антонова помощником заведующего 2-м западным отделом НКИД СССР. С августа — врио заведующего 2 Западным отделом НКИД СССР.
В ноябре 1937 года был арестован друг Антонова писатель Виктор Кин, и бюро заграничных ячеек возбудило новое дело.
В январе 1938 года дал показания в НКВД, после чего был снят с должности и переведён в резерв. В марте 1938 года назначен консультантом в 3-й западный отдел НКИД СССР, а его партийное дело передано в Дзержинский райком ВКП(б) города Москвы, где он проработал вплоть до мая, после чего был направлен в институт НКИД. Одновременно он работал по совместительству в Институте права АН СССР. В апреле 1938 года статья Антонова была опубликована в журнале «Советское государство». Спустя полгода ему вернули партбилет, но сняли с должности в институте НКИД и перевели в резерв. Окончательно уволен из института НКИД в январе 1939 года, но при этом, уже в апреле, был утверждён в штате Института права АН СССР в должности старшего научного сотрудника и приписан к его парторганизации. В мае закончил свою (теоретическую) часть работы по подготовке учебника по международному праву.

### Дело № 407 (1939—1940)[14]
Арестован 11 мая 1939 года. Рукопись учебника конфискована.
Во время предварительного следствия в 1939 году под давлением написал признание в шпионаже в пользу Франции и участии в контрреволюционной троцкистской организации, в которую, якобы, был завербован Н.Н. Крестинским. 16 января 1940 года И.В. Сталин подписал один из своих знаменитых расстрельных списков. Девятым номером на странице идёт фамилия Антонова. (Там же двенадцатым — Исак (так в списке) Бабель).
5 февраля 1940 года тройка Военной коллегии Верховного Суда СССР в составе: диввоенюриста Георгия Алексеевича Алексеева, бригвоенюристов Фёдора Арсеньевича Климина и Ивана Васильевича Детистова и секретаря, младшего военного юриста  А.С. Мазура постановила: «дело заслушать в закрытом судебном заседании, без участия обвинения и защиты и без вызова свидетелей». 7 февраля 1940 года же тройкой он был приговорён к расстрелу с конфискацией имущества по обвинению в шпионаже и участии в контрреволюционной организации. На судебном заседании он заявил, что «виновным себя не признает, а показания на предварительном следствии отрицает, так как давал их в результате применения методов физического и морального воздействия». Он также указал, что «показаний его, якобы вербовщика — Н.Н. Крестинского, — даже нет в деле».
Константин Владимирович Антонов был расстрелян. 8 февраля 1940 года помощник начальника 1-го спецотдела НКВД СССР старший лейтенант государственной безопасности Анатолий Михайлович Калинин подписал справку о приведении приговора в исполнение. Похоронен в общих могилах Нового Донского кладбища, ныне в муниципальном округе Донской Южного административного округа города Москвы
Реабилитирован Военной коллегией Верховного суда СССР 28 марта 1956 года. В протоколе указывается, что руководивший следствием помощник начальника следственной части НКВД СССР Влодзимирский  за фальсификацию дел был осуждён, а основной следователь по делу старший следователь следственной части НКВД СССР Иван Иванович Матевосов уволен.

## Память
- Улица Антонова в городе Пензе, название присвоено в 1978 году[38] по просьбе руководства Пензенского подшипникового завода № 24[39].
- В 1968 году опубликованы письма близкого друга и подчинённого по комсомольской работе на Дальнем Востоке Виктора Кина к Константину Антонову[40], впервые опубликованные ещё в 1928 году[41].

## Семья
- Отец, Владимир Константинович Антонов (24 января 1872 — 1922), помощник лесничего
- Мать, Матрона Никандровна (? — 1922; урожд. Губанова)
- Жена, Софья Ароновна Левина (9 декабря 1904, Варшава — 20 декабря 1980, Москва)
  - Сын, Владимир Константинович Антонов (22 апреля 1927, Москва — 26 июля 1992, Москва), член-корреспондент Академии Наук
  - Дочь, Марианна Константиновна Антонова (1937—?), отличник народного просвещения  — жена художника Бориса Николаевича Авдеева

### Научные труды
- Виктор Кин. По ту сторону. — М.: Молодая гвардия, 1968. — 336 с.
- Петров Н. В., Скоркин К. В. Алфавитный указатель // Кто руководил НКВД. 1934—1941 / Под ред. Н. Г. Охотина и А. Б. Рогинского. — Москва, 1999.
- Антонов К. В. Некоторые итоги конфликта на КВжд // Советское государство и революция права. : статья. — Москва: Изд-во Ком. Акад, 1930. — № 2. — С. 122—138.
- Антонов К. В. Суньятсенизм и китайская революция. — М.: Изд-во Ком. Акад, 1931. — 135,1 с.
- Сборники документов по международной политике и международному праву: Разоружение.  / Под ред. К. В. Антонова. — Москва: Изд. НКИД, 1932. — Вып. 1.
- Сборники документов по международной политике и международному праву: Европейский союз аграрные конференции и региональные соглашения.  / Под ред. К. В. Антонова. — Москва: Изд. НКИД, 1932. — Вып. 2.
- Сборники документов по международной политике и международному праву: Японо-китайский конфликт. План Гувера и репарационная проблема. Деятельность Лиги Наций и др.  / Под ред. К. В. Антонова. — Москва: Изд. НКИД, 1932. — Вып. 3.
- Сборники документов по международной политике и международному праву: Лозанские соглашения. Женевская конвенция по разоружению. Признание Маньчжоу-ГО и др.  / Под ред. К. В. Антонова. — Москва: Изд. НКИД, 1933. — Вып. 4.
- Антонов К. В. К вопросу о международном праве // Советское государство. — Москва, 1938. — № 4. — С. 62—73.
- Юрков И. В. К вопросу об организации Коммунистического союза молодежи в Пензенской губернии в 1919 — в начале 1920-х гг. // Известия ПГПУ им. В. Г. Белинского.. — 2010. — № 15 (19). — С. 131—136.
- Юрков И. В. Комсомольские функционеры в истории СССР 1920-х годов (на материалах Пензенской губернии) // Известия ПГПУ им. В. Г. Белинского.. — 2011. — № 23. — С. 645—648.
- Бородин. «Людей, которых мы любили, нельзя отнять…» // «Владивосток» : газета. Архивировано 2002-24-05.
- Савин О. М. Дело производством прекращено: историко-документальные очерки.. — Пенза, 1992. — С. 54—59.
- Меринов Ю. Н. Дальневосточный октябрь // Служу Отечеству : газета. — 2012. — № за октябрь. Архивировано из оригинала 29 мая 2017 года.
- Путь коммуниста. Документальное исследование

### Архивы
- Антонов Константин Владимирович //   РГАСПИ. Ф. М1. Оп. 18. Д. 186. Л. 3–7. 7 л.
- Списки, анкеты и делегатов 1-й Всероссийской конференции РКСМ //   РГАСПИ. Ф. М37. Оп. 1. Д. 6. Л. 11–12.
- Списки, анкеты и мандаты делегатов 3-го Всероссийского съезда РКСМ //   РГАСПИ. Ф. М6. Оп. 3. Д. 16. Л. 5 оборот, 14 оборот, 54-55.
- Списки, анкеты и мандаты делегатов 4-го Всероссийского съезда РКСМ //   РГАСПИ. Ф. М6. Оп. 4. Д. 8. Л. 52, 52 оборот.
- Следственное дело №407 по обвинению Антонова Константина Владимировича //   Центральный архив ФСБ России. Д. Р4648. 262 л.